# Dario I de Pérsis
Dario I (em árabe: 𐡃𐡀𐡓𐡉𐡅; romaniz.: d'ryw; Darayan, Darev) foi o primeiro xá de Pérsis, provavelmente investido com realeza da região por seu senhor, o xainxá Fraates II (r. 132–127 a.C.) algum tempo depois de 132 a.C..

## Nome
Embora o nome de Dario fosse geralmente lido como Dareve (Darew) pela numismática, uma gravura de seu nome numa tigela de prata levou seu nome a ser lido como Daraiã (Darayan) pelos estudos mais recentes, uma forma tardia de Dario. Dario (Dārīus) e Dareu (Dārēus) são as formas latinas do grego Dareu (Δαρεῖος, Dareîos), e por sua vez do persa antigo Daraiauxe (𐎭𐎠𐎼𐎹𐎢𐏁, Dārayauš), que é uma forma abreviada de Daraiavauxe (𐎭𐎠𐎼𐎹𐎺𐎢𐏁, Dārayavaʰuš). A forma longa reflete-se no elamita Dareamauixe (𒆪𒊑𒀀𒈠𒌋𒆜, Dareamauiš), no babilônio (𒁕𒀀𒊑𒅀𒀀𒈲, Dāreyāmuš⁠), nas formas aramaicas Derivevexe (𐡃𐡓𐡉𐡅𐡄𐡅𐡔, drywhwš) e talvez na forma grega mais longa Dereio (Δαρειαῖος, Dareiaîos). O nome na forma nominativa significa "aquele que mantém firme o(s) bem(nes)", o que se pode verificar pela primeira parte dāraya, que significa "titular", e o advérbio vau, que significa "bondade".

## Vida
Dario, ao contrário de seus predecessores - os frataracas - usou o título de xá ("rei") e lançou as bases para uma nova dinastia, que pode ser rotulada de daraiânida. O título para "rei" que usa em sua cunhagem é maleque (mlk), enquanto a legenda no verso é d'ryw mlk ("Dario, o Rei"). A razão por trás de sua adoção do título foi aparentemente porque se sentiu forte o suficiente para fazê-lo, e apesar das dificuldades que ele e seus sucessores enfrentaram, não renunciaram ao título até a queda do reino.
O estilo das dracmas de prata sob Dario era uma continuação daquela sob os frataracas. No anverso, o rei está usando um capuz macio (cirbásia) com um crescente. No reverso, está de frente para um templo de fogo com a divindade suprema zoroastrista Aúra-Masda acima, e segurando um cetro, e do outro lado do templo uma águia montada em um pedestal. O reverso tem uma inscrição na escrita aramaica: 𐡃𐡀𐡓𐡉𐡅 𐡌𐡋𐡊 d'ryw mlk ("Dario, o Rei"). A influência parta foi notável na cunhagem dele e seus sucessores. Foi sucedido por Autofradates III.